# Mohammed Khan
Pour les articles homonymes, voir Khan (homonymie).
Mohammed Taiyab Khan, né vers 1927 et mort à Lautoka en mai 1982, est un avocat et homme politique fidjien.

## Biographie
Avocat établi à Tavua et membre du Parti de la fédération nationale (PFN), il est élu au Conseil législatif des Fidji, alors une colonie britannique, aux élections de 1966. En 1968 toutefois il quitte le PFN et devient membre du parti de l'Alliance.
Les Fidji deviennent un État indépendant en 1970. Élu à la Chambre des représentants avec l'étiquette de l'Alliance aux élections de 1972, Mohammed Khan est nommé ministre du Commerce et des Industries dans le gouvernement du Premier ministre Ratu Sir Kamisese Mara,. Il est toutefois contraint de quitter le parti de l'Alliance en 1977 pour s'être abstenu lors d'un vote à la Chambre sur un projet de loi du gouvernement sur la location de terres.
Il retourne au Parti de la fédération nationale, et est sélectionné comme candidat de ce parti pour les élections législatives de juillet 1982, mais meurt d'une crise cardiaque deux mois avant les élections, à l'âge de 55 ans.